# Titanideum friabile
Titanideum friabile is een zachte koraalsoort uit de familie Anthothelidae. De koraalsoort komt uit het geslacht Titanideum. Titanideum friabile werd in 1911 voor het eerst wetenschappelijk beschreven door Nutting. 